# Coryphaenoides fernandezianus
Coryphaenoides fernandezianus är en fiskart som först beskrevs av Günther, 1887.  Coryphaenoides fernandezianus ingår i släktet Coryphaenoides och familjen skolästfiskar. Inga underarter finns listade i Catalogue of Life.